# Ройтман, Марсель Самуилович
Марсе́ль Самуи́лович Ро́йтман (29 декабря 1933, Кишинёв — 20 марта 2012, Томск) — советский и российский метролог, кибернетик, доктор технических наук (1972), профессор (1975).

## Биография
Марсель (Марчел) Самуилович Ройтман родился в семье инженера-строителя в Кишинёве, в ту пору в составе румынской провинции Бессарабия. В годы войны находился с матерью в эвакуации в Средней Азии (отец погиб на фронте в 1942 году), после войны семья поселилась в Гродно. Учился в средней школе в Пинске. В 1955 году окончил радиотехнический факультет Львовского политехнического института по специальности «Автоматические и измерительные устройства». Работал инженером-конструктором на заводе почтового ящика 124 в Красноярске (с 1956 года — старший инженер СКБ, с 1957 года — ведущий инженер).
С сентября 1957 года — ассистент кафедры «Теоретические основы радиотехники» Томского политехнического института. В 1962 году защитил кандидатскую диссертацию и был назначен заведующим новообразованной кафедрой общей радиотехники (впоследствии кафедра компьютерных систем и метрологии; с 1963 года — доцент, с 1975 года — профессор), которой заведовал на протяжении более 40 лет. Под его научным руководством на кафедре был разработан первый отечественный калибратор переменных напряжений (1965), который с 1979 года серийно выпускался Харьковским заводом «Эталон» Госстандарта СССР под шифром В1-20; первые многодекадные широкодиапазонные индуктивные делители и прецизионные масштабные преобразователи (в том числе кодоуправляемые); первый серийный прецизионный кодоуправляемый генератор ГЗ-113, генераторы сигналов с низкими нелинейными искажениями ГЗ-118 и ГЗ-125, измерительно-вычислительный комплекс «Вектор» для автоматизации метрологических испытаний средств усета электроэнергии. Был членом комиссии Госстандарта по автоматизации метрологических работ.
Основное направление научной деятельности — прецизионные приборы и автоматизированные измерительные комплексы. М. С. Ройтманом была создана научная школа по разработке прецизионных калибраторов переменных напряжений. Почётный работник высшей школы Российской Федерации (2003).
М. С. Ройтман имел звания: «Отличник высшей школы СССР» и «Изобретатель СССР», был удостоен золотой медали ВДНХ и награждён юбилейной медалью «За доблестный труд».

## Семья
Сын — Альберт Марсельевич Ройтман (англ. Albert M. Roitman, род. 1964), кандидат физико-математических наук, старший инженер, изобретатель (Communications and Power Industries, CPI Canada, Джорджтаун, Канада).
Дочь — Лариса Марсельевна Бородина, музыкальный педагог.

## Труды

### Монографии
- Калибраторы напряжения переменного тока. Москва: Издательство стандартов, 1982.
- Квантовая метрология. Томск: Издательство Томского университета, 2004.
- Введение в метрологию. Томский государственный университет систем управления и радиоэлектроники, 2005.

### Под редакцией М. С. Ройтмана
- Прецизионная электронная поверочная и измерительная аппаратура. Томск: Издательство Томского университета, 1971.
- Проблемы метрологии: метрологическое обеспечение средств измерений переменного тока. Томск: Томский политехнический институт имени С. М. Кирова, 1985.
- Новейшие технологии в приборостроении. Томск: ТПУ, 1999.